# Anthaxia primaeva
Anthaxia primaeva es una especie de escarabajo del género Anthaxia, familia Buprestidae. Fue descrita científicamente por Heer en 1865.

## Distribución
Se distribuye por las ecozonas del Neártico, Neotrópico, región indomalaya, Paleártico y región afrotropical.